# ゴスケ
ゴスケ（1985年5月16日（40歳） - ）は、日本のお笑い芸人。吉本興業所属。

## 来歴・人物
体重71 kg。宮城県仙台市出身、仙台市立西山小学校・仙台市立西山中学校・東北学院高等学校を経て東京理科大学理学部第一部数理情報科学科卒業、東京理科大学大学院理学研究科修了。専攻は数学。なお、学科では1年次から2年次に上がる際に33%(120人中40人)が留年しており、4年でストレートで卒業できたのはおよそ50%であった。就職活動では100社に落ちたため芸人の道を選んだ。面接ではだいたい1次面接で落とされていた。受けていた会社は日立、フューチャー、NEC、IBMなどIT系であった。学部1年の際は好きな人に告白するもフラれて牛丼屋（松屋）のバイトシフトをフルに入れ、忙しくすることでフラれた辛さを忘れるなどしていた。
なお、2024年5月中旬に人生初の彼女ができたことを同期のレインボーのyoutubeで報告した。
彼女は井川遥似の年上でゴスケのファンである。
MIXIにゴスケのコミュニティがある。
趣味はアイドル鑑賞、電車(路線図・発車メロディ)、音楽鑑賞、競馬。
特技はゴスケラップ(何か単語を言われたら即興のゴスケ流ラップで返す)、リズムを作ること。
2013年からSHiNとコンビ「アセチルサリチル酸」を結成、M-1グランプリでは2015年から4年連続で出場し続けたがいずれも1回戦敗退に終わっている。2019年8月には解散するもYouTubeのチャンネルでは共に活動を続けており、そのチャンネル開設初日には一度に100本もの動画をアップロードした。
2022年、同じ事務所のどぅいっちメン、おしみんまるとユニット「どぅいっちゴスケんまる」を結成。M-1グランプリに出場し2回戦進出、翌年には3回戦進出を果たした。
ナダル（コロコロチキチキペッパーズ）率いるナダル軍団のメンバー。また、安田充孝（オンリーラグーン）率いる安田軍団と、7人の放課後のメンバーでもある。

## 芸風
チェック柄のシャツを舞台衣装とする。自身の作曲したBGMに合わせて話そうとするも、滑舌が悪くて聞き取ってもらえずBGMに振り回されるかのように支離滅裂な動きを繰り返すリズムネタを得意とする。

## 賞レース戦歴

### R-1グランプリ（R-1ぐらんぷり）
| 年度(回)         | 結果      | 備考                |
| ---------------- | --------- | ------------------- |
| 2013年（第11回） | 1回戦敗退 | NSC時代に出場       |
| 2014年（第12回） | 1回戦敗退 |                     |
| 2015年（第13回） | 1回戦敗退 |                     |
| 2016年（第14回） | 1回戦敗退 |                     |
| 2017年（第15回） | 1回戦敗退 |                     |
| 2018年（第16回） | 1回戦敗退 |                     |
| 2019年（第17回） | 1回戦敗退 |                     |
| 2020年（第18回） | 1回戦敗退 |                     |
| 2021年（第19回） | 1回戦敗退 | R-1グランプリに改称 |
| 2022年（第20回） | 1回戦敗退 |                     |
| 2023年（第21回） | 1回戦敗退 |                     |
| 2024年（第22回） | 1回戦敗退 | 芸歴10年制限が撤廃  |

### M-1グランプリ
- M-1グランプリ2015 - 2019　1回戦敗退(アセチルサリチル酸)[18]
- M-1グランプリ2022　2回戦進出(どぅいっちゴスケんまる)[4]
- M-1グランプリ2023　3回戦進出(どぅいっちゴスケんまる)[4]

## 出演
- アウトデラックス（フジテレビ、2013年）味を重視するあまり接客が疎かになる男
- ドキュメンタル（Amazonプライム・ビデオ）Documentary of Documentalシーズン2にてナダルの助っ人として出演
- 有田ジェネレーション（TBS）- 地獄のアングラ芸人軍団として不定期出演[19][20]
- ウチのガヤがすみません!（日本テレビ）[21]
- 冗談騎士（BSフジ）
- 全力!脱力タイムズ（フジテレビ）
- ダウンタウンのガキの使いやあらへんで!「山-1グランプリ2021」（日本テレビ）
- 水曜日のダウンタウン（TBS、2024年1月24日、2024年6月19日）